# Christofberg (Gemeinde Magdalensberg)
Christofberg (Krištofova gora, dialektal Krištof) ist eine Ortschaft in der Gemeinde Magdalensberg im politischen Bezirk Klagenfurt-Land in Kärnten. Die Ortschaft hat 0 Einwohner (Stand 1. Jänner 2024). Sie liegt auf dem Gebiet der Katastralgemeinde Freudenberg.

## Lage

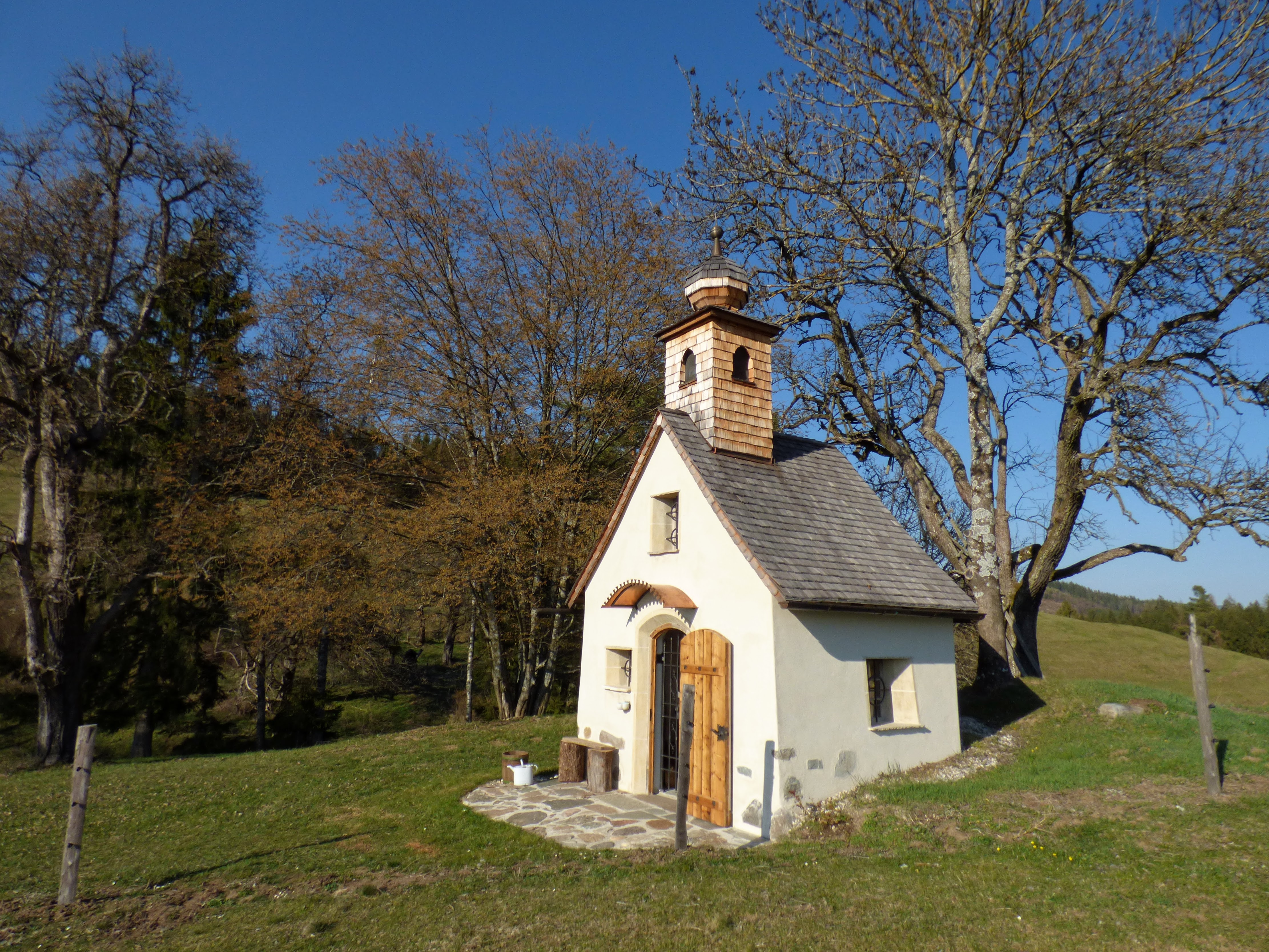
Kapelle beim Karlbauer

Die Ortschaft liegt am Nordostrand der Gemeinde Magdalensberg sowie des Bezirks Klagenfurt-Land, südlich des Gipfels des Christofsbergs. Über den Christofberg verläuft die Grenze zwischen den politischen Bezirken Bezirk Sankt Veit an der Glan und Klagenfurt-Land. Daher zerfällt der Ort Christofberg in zwei Ortschaften: der kleinere, südwestliche Teil bildet die hier besprochene Ortschaft Christofberg in der Gemeinde Magdalensberg; der größere, nordöstliche Teil einschließlich der Filialkirche Christofberg bildet die Ortschaft Christofberg in der Gemeinde Brückl.
Die Ortschaft umfasst nur mehr einen Hof (Karlbauer) samt Nebengebäuden sowie eine Jagdhütte. Der Einzelhof Karlbauer (Haus Christofberg Nr. 1) liegt gut 600 Meter südwestlich der Filialkirche Christofberg, etwa 100 Höhenmeter unterhalb der Kirche. Der südöstlich des Karlbauers gelegene Brucknighof ist in der zweiten Hälfte des 20. Jahrhunderts abgekommen. Die Ortschaft ist nur über unbefestigte Wege zu erreichen. Der Hof Karlbauer liegt zwar nur gut einen Kilometer Luftlinie nördlich der Ortschaft Freudenberg, doch trennt ihn ein 300 Meter hoher Steilabfall von jenem Ort.

## Geschichte
Bei Gründung der Ortsgemeinden Mitte des 19. Jahrhunderts kam die Ortschaft an die Gemeinde Freudenberg. Nach Auflösung jener Gemeinde 1865 gehörte die Ortschaft zur Gemeinde St. Thomas am Zeiselberg. Seit der Gemeindestrukturreform von 1973 gehört die Ortschaft zur Gemeinde Magdalensberg.

## Bevölkerungsentwicklung
Für die Ortschaft ermittelte man folgende Einwohnerzahlen:
- 1869: 3 Häuser, 25 Einwohner[2]
- 1961: 2 Häuser, 5 Einwohner[3]
- 2001: 1 Gebäude (davon 1 mit Hauptwohnsitz) mit 1 Wohnung und 2 Haushalten; 2 Einwohner und 0 Nebenwohnsitzfälle[4]
- 2011: 1 Gebäude, 2 Einwohner[5]

In der Ortschaft gibt es keine Arbeitsstätten (Stand 2011;) und 1 land- und forstwirtschaftlichen Betrieb (Stand 2001).